# Horst aan de Maas

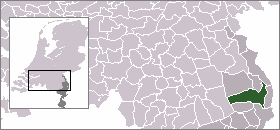
Horst aan de Maas läge

Horst aan de Maas är en kommun i provinsen Limburg i Nederländerna. Kommunens totala area är 122,55 km² (där 1,93 km² är vatten) och invånarantalet är på 28 702 invånare (2005).

## Kända personer från Horst aan de Maas
- Dominique Bloodworth, fotbollsspelare